# Stade de Moutendé
Das Stade de Moutendé ist ein Fußballstadion in der Gemeinde Apatou, Französisch-Guayana. Die Sportstätte wird überwiegend für Spiele der ASC Agouado genutzt, die hier ihre Heimspiele im Championnat National austrägt. Es fasst etwa 1000 Zuschauer. Gespielt wird auf Kunstrasen.